# Dalea
Dalea, rod mahunarki iz tribusa Amorpheae, dio potporodice Faboideae. Rod je raširen po obje Amerike, od Kanade do Argentine, a gotovo polovica su meksički endemi. Priznato je blizu 190 vrsta
Rod je vernakularno u engleskom jeziku poznat kao prerijska djetelina ili indigo grm. U Sjedinjenim državama dvije njezine vrste, D. ornata i D. searlsiae, u planu su za obnovu pašnjaka
Tipična vrsta je Dalea alopecuroides, sinonim za Dalea leporina (Aiton) Bullock.

## Vrste
1. Dalea abietifolia (Rose) Bullock
2. Dalea acracarpica Barneby
3. Dalea adenopoda (Rydb.) Isely
4. Dalea aenigma Barneby
5. Dalea albida (Torr. & A.Gray) D.B.Ward
6. Dalea albiflora A.Gray
7. Dalea analiliana Spellenb.
8. Dalea ananassa Barneby
9. Dalea arenicola (Wemple) B.L.Turner
10. Dalea aurea Nutt. ex Pursh
11. Dalea austrotexana B.L.Turner
12. Dalea ayavacensis Kunth
13. Dalea azurea (Phil.) Reiche
14. Dalea bacchantum Barneby
15. Dalea bartonii Barneby
16. Dalea bicolor Humb. & Bonpl. ex Willd.
17. Dalea boliviana Britton
18. Dalea boraginea Barneby
19. Dalea botterii (Rydb.) Barneby
20. Dalea brachystachya A.Gray
21. Dalea brandegeei (Rose) Bullock
22. Dalea caeciliae Harms
23. Dalea cahaba J.R.Allison
24. Dalea candida Willd.
25. Dalea capitata S.Watson
26. Dalea carnea (Michx.) Poir.
27. Dalea carthagenensis (Jacq.) J.F.Macbr.
28. Dalea ceciliana B.L.Turner
29. Dalea choanosema Barneby
30. Dalea chrysophylla Barneby
31. Dalea cinnamomea Barneby
32. Dalea citriodora (Cav.) Willd.
33. Dalea cliffortiana Willd.
34. Dalea coerulea (L.f.) Schinz & Thell.
35. Dalea compacta Spreng.
36. Dalea conetensis A.E.Estrada & Villarreal
37. Dalea confusa (Rydb.) Barneby
38. Dalea cora Barneby
39. Dalea crassifolia Hemsl.
40. Dalea cuatrecasasii Barneby
41. Dalea cuniculocaudata Paul G.Wilson
42. Dalea cyanea Greene
43. Dalea cylindrica Hook.
44. Dalea cylindriceps Barneby
45. Dalea daucosma Barneby
46. Dalea dipsacea Barneby
47. Dalea dispar C.V.Morton
48. Dalea dorycnioides DC.
49. Dalea elata Hook. & Arn.
50. Dalea elegans Gillies ex Hook.
51. Dalea emarginata (Torr. & A.Gray) Shinners
52. Dalea emmae Rzed. & Calderón
53. Dalea enneandra Nutt.
54. Dalea eriophylla S.Watson
55. Dalea erythrorhiza Greenm.
56. Dalea escobilla Barneby
57. Dalea estoraxana Rzed. & Calderón
58. Dalea exigua Barneby
59. Dalea exilis DC.
60. Dalea exserta (Rydb.) Gentry
61. Dalea feayi (Chapm.) Barneby
62. Dalea fieldii (J.F.Macbr.) J.F.Macbr.
63. Dalea filiciformis C.B.Rob. & Greenm.
64. Dalea filiformis A.Gray
65. Dalea flavescens (S.Watson) Welsh
66. Dalea floridana (Rydb.) Diggs & Weakley
67. Dalea foliolosa (Aiton) Barneby
68. Dalea foliosa (A.Gray) Barneby
69. Dalea formosa Torr.
70. Dalea frutescens A.Gray
71. Dalea galbina (J.F.Macbr.) J.F.Macbr.
72. Dalea gattingeri (A.Heller) Barneby
73. Dalea glumacea Barneby
74. Dalea grayi (Vail) L.O.Williams
75. Dalea greggii A.Gray
76. Dalea gymnocodon Barneby
77. Dalea gypsophila Barneby
78. Dalea hallii A.Gray
79. Dalea hegewischiana Steud.
80. Dalea hemsleyana (Rose) Bullock
81. Dalea hintonii Sandwith
82. Dalea holwayi Rose
83. Dalea hospes (Rose) Bullock
84. Dalea humifusa Benth.
85. Dalea humilis G.Don
86. Dalea illustris Barneby
87. Dalea insignis Hemsl.
88. Dalea isidori Barneby
89. Dalea jaliscana A.E.Estrada & Villarreal
90. Dalea jamesii (Torr.) Torr. & A.Gray
91. Dalea jamesonii (J.F.Macbr.) J.F.Macbr.
92. Dalea janosensis A.E.Estrada & Villarreal
93. Dalea kuntzei Harms ex Kuntze
94. Dalea lachnantha S.Schauer
95. Dalea lachnostachys A.Gray
96. Dalea lagopina (Rydb.) Gentry
97. Dalea lamprostachya Barneby
98. Dalea lanata Spreng.
99. Dalea laniceps Barneby
100. Dalea lasiathera A.Gray
101. Dalea leporina (Aiton) Bullock
102. Dalea leptostachya DC.
103. Dalea leucosericea (Rydb.) Standl. & Steyerm.
104. Dalea leucostachya A.Gray
105. Dalea luisana S.Watson
106. Dalea lumholtzii C.B.Rob. & Fernald
107. Dalea lutea (Cav.) Willd.
108. Dalea macrotropis S.Schauer
109. Dalea mcvaughii Barneby
110. Dalea melantha S.Schauer
111. Dalea mexiae Barneby
112. Dalea minutifolia (Rydb.) Harms
113. Dalea mixteca Barneby
114. Dalea mollis Benth.
115. Dalea mollissima (Rydb.) Munz
116. Dalea moquehuana J.F.Macbr.
117. Dalea mountjoyae M.Woods
118. Dalea mucronata DC.
119. Dalea multiflora (Nutt.) Shinners
120. Dalea myriadenia Ulbr.
121. Dalea nana Torr. ex A.Gray
122. Dalea nelsonii (Rydb.) Barneby
123. Dalea nemaphyllidia Barneby
124. Dalea neomexicana (A.Gray) Cory
125. Dalea nobilis Barneby
126. Dalea obovata (Torr. & A.Gray) Shinners
127. Dalea obovatifolia Ortega
128. Dalea obreniformis (Rydb.) Barneby
129. Dalea onobrychis DC.
130. Dalea ornata (Douglas ex Hook.) Eaton & Wright
131. Dalea parrasana Brandegee
132. Dalea pazensis Rusby
133. Dalea pectinata Kunth
134. Dalea pennellii (J.F.Macbr.) J.F.Macbr.
135. Dalea phleoides (Torr. & A.Gray) Shinners
136. Dalea pinetorum Gentry
137. Dalea pinnata (J.F.Gmel.) Barneby
138. Dalea piptostegia Barneby
139. Dalea plantaginoides Barneby
140. Dalea pogonathera A.Gray
141. Dalea polycephala (Rydb.) Bullock
142. Dalea polygonoides A.Gray
143. Dalea polystachya Barneby
144. Dalea pringlei A.Gray
145. Dalea prostrata Ortega
146. Dalea pseudocorymbosa A.E.Estrada & Villarreal
147. Dalea pulchella G.Don
148. Dalea pulchra Gentry
149. Dalea purpurea Vent.
150. Dalea purpusii Brandegee
151. Dalea quercetorum Standl. & L.O.Williams
152. Dalea radicans S.Watson
153. Dalea reclinata (Cav.) Willd.
154. Dalea reverchonii (S.Watson) Shinners
155. Dalea revoluta S.Watson
156. Dalea rosarum Rzed. & Calderón
157. Dalea rubescens S.Watson
158. Dalea rubriflora A.E.Estrada, Mart.-Ram., A.Mares & Ocampo
159. Dalea rubrolutea Barneby
160. Dalea rupertiana Rzed. & Calderón
161. Dalea rupertii A.E.Estrada, Villarreal & M.González
162. Dalea rzedowskii Barneby
163. Dalea sabinalis (S.Watson) Shinners
164. Dalea saffordii (Rose) Bullock
165. Dalea scandens (Houst. ex Mill.) R.T.Clausen
166. Dalea scariosa S.Watson
167. Dalea schiblii R.Medina & M.Sousa
168. Dalea searlsiae (A.Gray) Barneby
169. Dalea sericea Lag.
170. Dalea sericocalyx (Rydb.) L.Riley
171. Dalea similis Hemsl.
172. Dalea simulatrix Barneby
173. Dalea smithii J.F.Macbr.
174. Dalea sousae Barneby
175. Dalea strobilacea Barneby
176. Dalea tentaculoides Gentry
177. Dalea tenuicaulis Hook.f.
178. Dalea tenuifolia (A.Gray) Shinners
179. Dalea tenuis (J.M.Coult.) Shinners
180. Dalea thouinii Schrank
181. Dalea tolteca Barneby
182. Dalea tomentosa (Cav.) Willd.
183. Dalea transiens Barneby
184. Dalea tridactylites Barneby
185. Dalea trifoliata Zucc.
186. Dalea uniflora (Barneby) G.L.Nesom
187. Dalea urceolata Greene
188. Dalea verna Barneby
189. Dalea versicolor Zucc.
190. Dalea villosa (Nutt.) Spreng.
191. Dalea virgata Lag.
192. Dalea viridiflora S.Watson
193. Dalea weberbaueri Ulbr.
194. Dalea wigginsii Barneby
195. Dalea wilsonii Piñeros-U. & F.González
196. Dalea wrightii A.Gray
197. Dalea zimapanica S.Schauer